# Mohamed Sfar
Mohamed Sfar (arabe : محمد صفر), né le 4 janvier 1990 à Mahdia, est un handballeur tunisien jouant au poste de gardien de but. Depuis 2021, il évolue à l'Espérance sportive de Tunis.
En 2009, il termine avec la Tunisie à la quatrième place du championnat du monde jeunes (en), où il est élu meilleur gardien de but de la compétition. Deux ans plus tard, il remporte la médaille de bronze au championnat du monde junior, où il finit meilleur gardien du tournoi.

## Palmarès

### Clubs
- Vainqueur du championnat de Tunisie : 2015, 2016, 2018, 2021
- Vainqueur de la coupe de Tunisie : 2015
- Vainqueur du championnat arabe des clubs champions : 2012, 2021
- Médaille d'or à la Supercoupe d'Afrique 2015 ( Gabon)

### Équipe nationale
- 11e au championnat du monde 2013 ( Espagne)
- 4e au championnat du monde jeunes en 2009 (en) ( Tunisie)
- Médaillé de bronze au championnat du monde junior 2011 ( Grèce)

### Distinctions personnelles
- Meilleur gardien du championnat du monde jeunes 2009 (en)